# Pandulf I

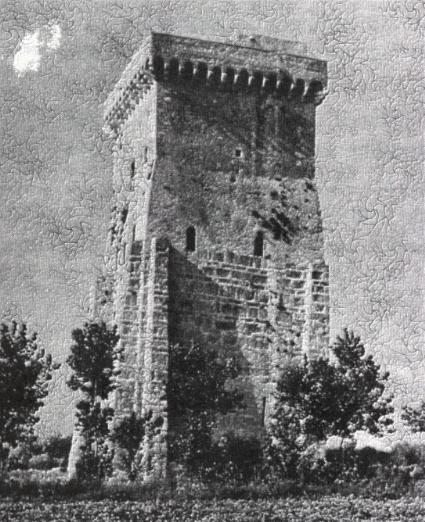
Voormalige toren in Sessa Aurunca; vermoedelijk was Pandulf IJzerenhoofd de bouwheer

Italiaanse vorstendommen in de 10e eeuw

Pandulf I of Pandulf IJzerenhoofd (Capua, 1e helft 10e eeuw – maart 981) was een Longobardische vorst in Zuid-Italië die versnipperde vorstendommen verenigde. Het was een periode waarin de Byzantijnen delen van Zuid-Italië bestuurden nadat zij het hertogdom Benevento versplinterd hadden.

## Vorstendommen van IJzerenhoofd
- Prins van Capua (961-981), het stamland van zijn familie
- Co-prins van Benevento, autonoom gebied in bondgenootschap met Oost-Francië
  - co-prins (943-961) samen met zijn vader Landulf II van Benevento, ook Landulf IV van Capua genoemd
  - co-prins (959-968) samen met zijn broer Landulf III van Benevento, ook Landulf V van Capua genoemd
  - co-prins (968-981) samen met zijn zoon Landulf IV van Benevento, ook Landulf VI van Capua genoemd
- Hertog van Spoleto (967-981), een hertogdom gelegen in Oost-Francië
- Prins van Salerno (978-981), een afgescheurd gebied van het oude hertogdom Benevento.

## Levensloop
Pandulf groeide op als oudste zoon van prins Landulf II, prins van Benevento, ook genoemd Landulf IV, prins van Capua. Capua was een afgescheurd gebied van het oude hertogdom Benevento en viel onder Byzantijnse invloed. Het stamland van Pandulf lag bij de heersende Longobardische aristocratie in Capua. Als jonge prins was hij betrokken bij het bestuur van Benevento, het naburige prinsdom dat ook in handen van zijn vader was. Hij huwde met Aloara, dochter van graaf Pietro, een edelman uit prinsdom Capua. Het echtpaar had acht kinderen. Het echtpaar Pandulf en Aloara steunde de uitbouw van de abdij van Montecassino, de belangrijkste abdij van het prinsdom Capua.
Vader Landulf stierf in het jaar 961. Pandulf IJzerenhoofd volgde hem op als prins van Capua-Benevento. Het bestuur over het prinsdom Benevento deelde Pandulf eerst met zijn broer en nadien met zijn zoon.
In 966 viel paus Johannes XII, zoon van de hertog van Spoleto, het prinsdom Capua binnen. De troepen van Pandulf versloegen de paus (966). Keizer Otto I beleende Pandulf met het hertogdom Spoleto, vanaf 967. De paus werd verplicht het bisdom Capua te verheffen tot aartsbisdom (966). Pandulfs broer Ioannes werd de eerste aartsbisschop van Capua, het belangrijkste bisdom in Campanië. Pandolf slaagde erin de verschillende graafschappen via hun bisschop te binden aan het centrale gezag in Capua. Ook Salerno (968) en Benevento (969) werden verheven tot aartsbisdom; de Longobardische adel kreeg via de aartsbisschoppen een stevige greep op de lokale kerken (en lokale heersers).
In het dorp Sessa Aurunca stond tot in de 20e eeuw een toren; Pandulf was eeuwenlang bekend als de bouwheer van de verdedigingstoren.
In 969 vielen Frankische troepen Zuid-Italië binnen. Het doel was de Byzantijnen te verjagen. Pandulf, als bondgenoot van de Franken, trok mee ten strijde tegen de Byzantijnse buren. Tijdens de slag bij Bovino (969) nam Eugenios, kapitein van de Byzantijnen, hem gevangen; Pandulf werd naar Constantinopel versleept. Eugenios rukte op in Longobardisch gebied. De Byzantijnen veroverden Avellino en belegerden de prinselijke steden Capua en Benevento. Prinses Aloara organiseerde de verdediging samen met haar zonen en schoonbroer Ioannes, de aartsbisschop van Capua. Pandulf IJzerenhoofd werd kort nadien vrijgelaten in het kader van een grote huwelijksovereenkomst tussen keizer Otto II en Theophanu, nicht van keizer Johannes I Tzimiskes. Pandulf keerde naar zijn vorstendommen in Zuid-Italië terug. 
De hegemonie over Zuid-Italië bereikte een hoogtepunt toen Pandulf heerser werd over het prinsdom Salerno (978). Op een gedreven manier vormde Pandulf zijn prinsdommen om tot een bestuurlijk geheel, waarbij de edelen, inbegrepen zijn zonen, aan hem rapporteerden. De Byzantijnse dreiging was afgewend. Het bondgenootschap met keizer Otto II der Franken bracht vruchten op: het Frankisch-Saksische leger hield de Byzantijnen op afstand. 
Na de dood van Pandulf IJzerenhoofd (981) spatte het eengemaakte Zuid-Italië uit elkaar. Zonen van Pandulf vochten tegen familieleden voor de macht in elk prinsdom. Weduwe Aloara liet haar zoon Landenulf vermoorden; haar jongste dochter, van wie geen naam bekend is, was betrokken bij de moord in Capua (993).

## Kinderen van IJzerenhoofd en Aloara
- Landulf IV van Benevento volgde zijn vader op als prins Landulf VI van Capua, het stamland van het echtpaar. Hij sneuvelde in een strijd tegen de Byzantijnen (982): de Slag bij Crotone.
- Paldulf volgde zijn vader op als prins Paldulf van Salerno; Manso I van Amalfi, de edelman verjaagd door Pandulf IJzerenhoofd, nam wraak en heroverde de troon van Salerno
- Atenulf sneuvelde samen met zijn broer Landulf in een strijd tegen de Byzantijnen (982): de Slag bij Crotone.
- Landenulf, minderjarige prins van Capua. Zijn moeder Aloara, regentes van Capua, liet hem in Capua vermoorden door boze edelen op Paasdag van het jaar 993.
- Laidolf regeerde over het prinsdom Capua
- Gisulf, graaf van Teano
- Ageltruda of Agiltrud huwde met koning Rudolf III van Bourgondië
- Een dochter hielp haar broer Landenulf doden op Paasdag 993, op bevel van moeder Aloara.